# Lijst van rijksmonumenten in Aalsmeer (plaats)
Aalsmeer telt 34 inschrijvingen in het rijksmonumentenregister. Hieronder een overzicht.
| Object | Oorspronkelijke functie?  | Bouwjaar              | Architect               | Locatie             | Coördinaten?                  | Nr.?   | Afbeelding                                                                                       |
| --- | ------------------------- | --------------------- | ----------------------- | ------------------- | ----------------------------- | ------ | ------------------------------------------------------------------------------------------------ |
| In oorsprong als voorbeeld van moderne houtskeletbouw in nieuwe zakelijke trant                                           | Woonhuis                  | 1924                  | J. Duiker en B. Bijvoet | Stommeerkade 64     | 52° 16' 14" NB, 4° 45' 43" OL | 324285 | Meer afbeeldingen                                                                                |
| Woonhuis | Woonhuis                  | 1931                  | J.G. Wiebenga           | Ophelialaan 70      | 52° 15' 46" NB, 4° 45' 29" OL | 324291 | Meer afbeeldingen                                                                                |
| De Zwarte Ruiter | Industrie- en poldermolen | 1778 / 1866 / 2003    |                         | Mr. Jac. Takkade 10 | 52° 17' 26" NB, 4° 47' 47" OL | 508084 | Meer afbeeldingen                                                                                |
| Doopsgezinde kerk (vermaning)(nr 55) met voormalige kosterswoning (nr 53),                                                | Kerk en kerkonderdeel     | 1926-1927             |                         | Zijdstraat 53       | 52° 16' 5" NB, 4° 44' 54" OL  | 524234 | Meer afbeeldingen                                                                                |
| Erfafscheiding bij de doopsgezinde kerk zijdstraat                                                                        | Erfscheiding              | 1926-1927             | J.F. Staal              | Zijdstraat bij 53   | 52° 16' 5" NB, 4° 44' 53" OL  | 524235 | Meer afbeeldingen                                                                                |
| Dubbel woonhuis, nu woonhuis en winkel, behorende bij het complex 'Doopsgezinde kerk Zijdstraat'                          | Woonhuis                  | 1926-1927             |                         | Zijdstraat 57       | 52° 16' 4" NB, 4° 44' 53" OL  | 524236 | Dubbel woonhuis, nu woonhuis en winkel, behorende bij het complex 'Doopsgezinde kerk Zijdstraat' |
| Bloemenlust: bloemenveiling                                                                                               | Handel en kantoor         | 1921-1922             |                         | Oosteinderweg 247   | 52° 16' 54" NB, 4° 47' 7" OL  | 524238 | Meer afbeeldingen                                                                                |
| Bloemenlust : dubbele congiergewoning                                                                                     | Dienstwoning              | 1928-1930             | J.F. Berghoef           | Oosteinderweg 245   | 52° 16' 52" NB, 4° 47' 7" OL  | 524239 | Upload foto                                                                                      |
| Voormalige kwekerswoning                                                                                                  | Bedrijfs-, fabriekswoning | 1926                  | J.F. Berghoef           | Uiterweg 207        | 52° 15' 40" NB, 4° 43' 52" OL | 524245 | Voormalige kwekerswoning                                                                         |
| Grote schuur | Opslag                    | 1926                  | J.F. Berghoef           | Uiterweg bij 207    | 52° 15' 40" NB, 4° 43' 52" OL | 524246 | Upload foto                                                                                      |
| Kleine schuur, behorende tot het complex voormalige 'Bloemenkwekerij uiterweg 207'                                        | Opslag                    | 1900                  |                         | Uiterweg bij 207    | 52° 15' 40" NB, 4° 43' 52" OL | 524247 | Upload foto                                                                                      |
| Walhok | Boerderij                 | 1926                  |                         | Uiterweg bij 207    | 52° 15' 40" NB, 4° 43' 52" OL | 524248 | Upload foto                                                                                      |
| Watertoren | Nutsbedrijf               | 1926-1928             | H. Sangster             | Kudelstaartseweg 16 | 52° 15' 18" NB, 4° 45' 27" OL | 524249 | Meer afbeeldingen                                                                                |
| De Ren | Dienstwoning              | 1940                  |                         | Stommeerweg 22      | 52° 15' 49" NB, 4° 45' 5" OL  | 524250 | De Ren                                                                                           |
| Dubbele kwekerswoning | Bedrijfs-, fabriekswoning | 1935                  | J.F. Berghoef           | Stommeerweg 45      | 52° 15' 45" NB, 4° 45' 13" OL | 524251 | Meer afbeeldingen                                                                                |
| Voormalige kwekerswoning met bloemenschuur                                                                                | Bedrijfs-, fabriekswoning | 1923                  |                         | Oosteinderweg 215   | 52° 16' 45" NB, 4° 46' 56" OL | 524252 | Meer afbeeldingen                                                                                |
| Stationsgebouw van Aalsmeer                                                                                               | Transport                 | 1912                  | J.G. Wattjes            | Stommeerweg 1-3     | 52° 15' 53" NB, 4° 45' 5" OL  | 524231 | Meer afbeeldingen                                                                                |
| Retiradegebouw (toiletgebouw) bij het stationsgebouw                                                                      | Straatmeubilair           | 1912                  | J.G. Wattjes            | Stommeerweg 1-3     | 52° 15' 52" NB, 4° 45' 6" OL  | 524232 | Retiradegebouw (toiletgebouw) bij het stationsgebouw                                             |
| Voormalige naai- en knipschool                                                                                            | Onderwijs en wetenschap   | 1929-1930             | J.G. Wiebenga           | Hadleystraat 55     | 52° 15' 51" NB, 4° 45' 22" OL | 526212 | Meer afbeeldingen                                                                                |
| Kas | Boerderij                 | 1926                  |                         | Uiterweg bij 207    | 52° 15' 40" NB, 4° 43' 52" OL | 526213 | Upload foto                                                                                      |
| Laag huis met rechte kroonlijst, stoep                                                                                    | Woonhuis                  | 18e eeuw (wapensteen) |                         | Dorpsstraat 9       | 52° 16' 12" NB, 4° 44' 47" OL | 6825   | Meer afbeeldingen                                                                                |
| Dorpskerk | Kerk en kerkonderdeel     | 16e eeuw              |                         | Dorpsstraat 11      | 52° 16' 13" NB, 4° 44' 46" OL | 6826   | Meer afbeeldingen                                                                                |
| Pastorie van de Nederlands Hervormde Kerk                                                                                 | Kerkelijke dienstwoning   | eerste kwart 19e eeuw |                         | Dorpsstraat 14      | 52° 16' 12" NB, 4° 44' 48" OL | 6827   | Meer afbeeldingen                                                                                |
| Laag huis met rechte kroonlijst                                                                                           | Woonhuis                  | 18e eeuw              |                         | Dorpsstraat 18      | 52° 16' 12" NB, 4° 44' 49" OL | 6828   | Meer afbeeldingen                                                                                |
| Stommeermolen | Industrie- en poldermolen | 1742 of 1752/1920     |                         | Stommeerkade 100    | 52° 15' 60" NB, 4° 46' 29" OL | 6829   | Meer afbeeldingen                                                                                |
| Pand, bestaande uit begane-grond met pannen zadeldak                                                                      | Woonhuis                  | 19e eeuw              |                         | Uiterweg 15         | 52° 15' 58" NB, 4° 44' 50" OL | 6830   | Meer afbeeldingen                                                                                |
| Pand, bestaande uit begane-grond met rieten zadeldak                                                                      | Woonhuis                  | vroeg-19e eeuw        |                         | Uiterweg 25         | 52° 15' 56" NB, 4° 44' 42" OL | 6831   | Meer afbeeldingen                                                                                |
| Houten boerderij onder zadeldak met aan de voorzijde een puntgevel waarvan de daklijst een in- en uitzwenkende vorm heeft | Boerderij                 | begin 19e eeuw        |                         | Uiterweg 183        | 52° 15' 42" NB, 4° 43' 59" OL | 6833   | Meer afbeeldingen                                                                                |
| Houten boerderij | Boerderij                 | midden 19e eeuw       |                         | Uiterweg 28         | 52° 15' 59" NB, 4° 44' 50" OL | 6834   | Meer afbeeldingen                                                                                |
| Boerderij met houten wanden                                                                                               | Boerderij                 | eerste helft 19e eeuw |                         | Uiterweg 32         | 52° 15' 59" NB, 4° 44' 48" OL | 6835   | Meer afbeeldingen                                                                                |
| Boerderij met voorgevel                                                                                                   | Boerderij                 | begin 19e eeuw        |                         | Uiterweg 34         | 52° 15' 58" NB, 4° 44' 47" OL | 6836   | Meer afbeeldingen                                                                                |
| Pand, bestaande uit begane-grond met rieten zadeldak                                                                      | Boerderij                 | 19e eeuw              |                         | Uiterweg 106        | 52° 15' 52" NB, 4° 44' 23" OL | 6838   | Meer afbeeldingen                                                                                |
| Boerderij met rieten zadeldak                                                                                             | Boerderij                 | eerste helft 19e eeuw |                         | Uiterweg 174        | 52° 15' 46" NB, 4° 44' 4" OL  | 6839   | Meer afbeeldingen                                                                                |
| Boerderij onder fraai rieten zadeldak                                                                                     | Boerderij                 | eerste helft 19e eeuw |                         | Uiterweg 228        | 52° 15' 41" NB, 4° 43' 49" OL | 6840   | Meer afbeeldingen                                                                                |
| De Leeuw | Industrie- en poldermolen | 1863                  |                         | Zijdstraat 28A      | 52° 16' 8" NB, 4° 44' 47" OL  | 6841   | Meer afbeeldingen                                                                                |

## Voormalige rijksmonumenten
| Object                                                           | Oorspronkelijke functie? | Bouwjaar | Architect | Locatie      | Coördinaten?                  | Nr.? | Afbeelding        |
| ---------------------------------------------------------------- | ------------------------ | -------- | --------- | ------------ | ----------------------------- | ---- | ----------------- |
| Woonhuis, bestaande uit begane-grond en met riet gedekt zadeldak | Woonhuis                 | 19e eeuw |           | Uiterweg 104 | 52° 15' 52" NB, 4° 44' 24" OL | 6837 | Meer afbeeldingen |